# Böyük Kəsik
Böyük Kəsik è un comune dell'Azerbaigian situato nel distretto di Ağstafa. Conta una popolazione di 1 791 abitanti.